# Idaea combinata
Idaea combinata är en fjärilsart som beskrevs av Louis Beethoven Prout 1917. Idaea combinata ingår i släktet Idaea och familjen mätare. Inga underarter finns listade i Catalogue of Life.